# 逍林镇
逍林镇，是中华人民共和国浙江省宁波市慈溪市下辖的一个乡镇级行政单位，辖区面积26.02平方公里:220。

## 历史
宋至元、明、清属余姚县上林乡，清宣统元年（1909年）属林西乡，民国十七年（1928年）属七区，民国十九年（1930年）设逍林镇、破山乡、择乐乡、大浦乡，民国二十九年（1940年）改为逍林镇、择浦乡，属逍林区，1950年4月改为逍林镇、破山乡、择乐乡、大浦乡，1954年10月划归慈溪县，1956年2月逍林镇、破山乡、择乐乡、大浦乡合并为逍林乡，1956年4月逍林乡改为逍林镇，1957年1月属逍林区，1958年10月改为东风人民公社四大队、五大队、六大队和七大队部分，1959年2月改为逍林人民公社逍林管理区、择乐管理区、大浦管理区，1959年6月择乐管理区、大浦管理区合并为择浦管理区，上管管理区（原三大队）并入逍林管理区，1959年7月复设逍林镇，1961年11月改为逍林镇公社、择浦公社，1964年12月逍林镇公社改为逍林公社，1966年5月逍林公社东部（原上管）划入三管公社，1966年12月择浦公社并入逍林公社，1969年3月逍林区、浒山区合并为浒逍地区，1971年1月撤销浒逍地区，恢复逍林区，1972年12月复设泽浦公社，1983年9月公社改为乡，1984年6月逍林乡改为逍林镇，1992年5月撤销逍林区，择浦乡并入逍林镇:220、580。

## 行政区划
逍林镇下辖以下地区：
逍林街社区、水云浦村、宏跃村、林西村、逍路沿村、桥一村、振兴村、破山村、联明村、新园村和福合院村。